# Ludvig Kristensen Daa

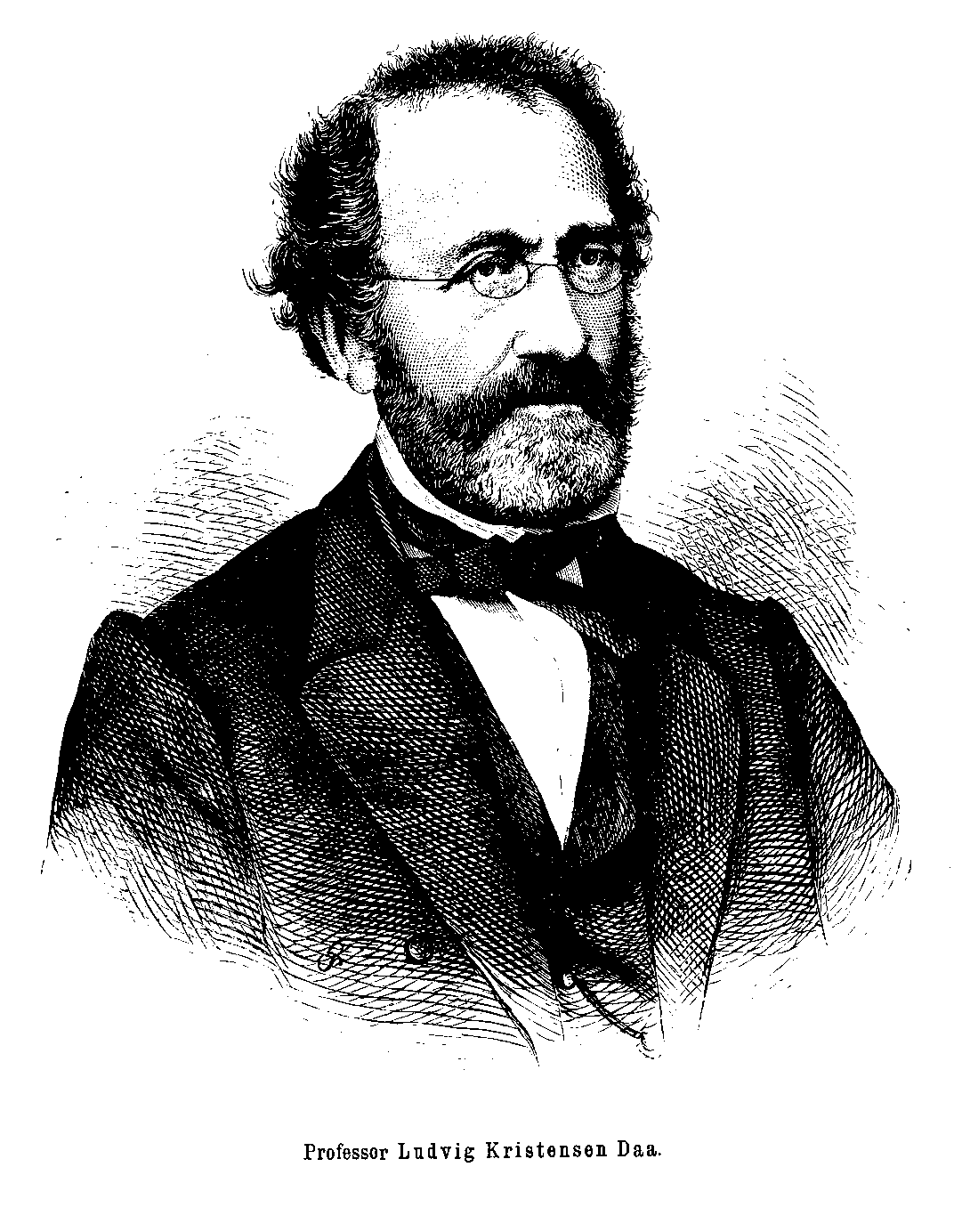
Ludvig Kristensen Daa

Ludvig Kristensen Daa, hieß ursprünglich Ludvig Christensen Daae (* 19. August 1809 in Saltdal; † 12. Juni 1877 in Christiania) war ein norwegischer Historiker, Politiker und Ethnologe.

## Leben
Seine Eltern waren der Pfarrer Christen Daae (1776–1854) und dessen Frau Elisabeth Marie Friis (1785–1865). Am 6. November 1840 heiratete er in erster Ehe Julie Christence Augusta Henriksen (1. Juli 1823–28. August 1842), Tochter des Kleinhändlers und Großgrundbesitzers Gulbrand („Guul“) Henriksen und seiner Frau Signe Marie Arnesdatter Espelien. Am 26. August 1848 heiratete er in zweiter Ehe Pernille Marie Kobroe Daae (7. März 1821 – 6. Januar 1911), Tochter des Oberzollbeamten Ludvig Daae (1795–1865) und dessen Frau Helene Margrethe Fritzner (1790–1850). In den 1830er Jahren veränderte er seinen Vatersnamen und seinen Geschlechternamen ins Norwegische.
Daa war der zentrale Ideologe in der patriotischen Opposition gegen die Regierung in den 1840er Jahren.

### Jugend
Daa gehörte zu dem großen Pfarrersgeschlecht Daae. Seine ersten Jahre verbrachte er in Nordland, später in Jølster, wo sein Vater Pfarrer geworden war. Er besuchte die Kathedralschule in Bergen. Er wurde in Munkvoll bei Trondheim Hauslehrer bei dem Politiker Christian Krohg, Großvater des Malers Christian Krohg. Dort lernte er Englisch und wurde auch mit den englischen Verhältnissen vertraut und wurde von dessen Gedanken über eine Demokratie, gebaut auf einem aufgeklärten bürgerlichen Mittelstand und auf Grundeigentümer, beeindruckt. Nach diesem Aufenthalt zog er 1826 zum Studium der Philologie nach Christiania. Dort schloss er sich der nationalen und liberalen Studentengruppierung an, kämpfte für den Verfassungstag am 17. Mai und war Vorsitzender des Studentenverbandes, als es zum Konflikt mit dem Militär anlässlich der Feiern zum 17. Mai 1829 kam. Dieser Verfassungstag wurde auch 1830 gefeiert. Die daraufhin erfolgten Verhaftungen veranlassten ihn zu der polemischen Schrift 17de Mai og Politiet (Der 17. Mai und die Polizei)(1831). Dem Studentenverband stand er als moralisch untadelige Frontfigur vor und rettete den Verband in der Krise, in der Welhaven mit seinen Anhängern den Verband verließ. Er wurde zu Wergelands bestem Freund und Anhänger. Beide waren Anhänger des patriotischen Liberalismus.

### Werdegang

#### Vergebliches Bemühen um einen Lehrstuhl
1834 legte er sein philologisches Examen ab und wurde von dem Historiker Steenbloch als einer der tüchtigsten Historiker seiner Zeit gelobt. Während der Krankheit Steenblochs übernahm er dessen Vertretung in den Vorlesungen. Als die Stelle neu besetzt werden sollte, fiel aber die Wahl auf Peter Andreas Munch. Dies hatte politische Gründe. Die meisten Professoren stimmten für den erfahrenen Daa, aber der Regierungschef Hermann Wedel-Jarlsberg setzte den ihm als zuverlässiger erscheinenden Munch durch. Das traf ihn hart. Der Verdacht der Vetternwirtschaft erhärtete sich, als ihm trotz eingehender Vorbereitung auch der Lehrstuhl für Statistik nach dem Tode Gregers Fougner Lundhs verwehrt blieb und statt seiner Anton Martin Schweigaard ausersehen wurde. Ursprünglich hatte der Lehrstuhl zur philosophischen Fakultät gehört, wurde aber auf Druck der Juristen in die Juristische Fakultät überführt. Der Lehrstuhl wurde in „Staatsökonomie und Statistik“ umbenannt. So kam der Jurist Schweigaard 1840 auf den Lehrstuhl. 1840 bewarb sich Daa auch vergeblich um den Posten eines Schulleiters in Christiania.

#### Die Zeit als Beamter
Daa hatte Verbündete im Storting, die dafür sorgten, dass er 1839 zum Staatsrevisor ernannt wurde. Das Amt hatte er bis 1851 inne. 1840 sollte er auch Ministerialrat mit der Verantwortung für das Reichsarchiv werden, lehnte aber ab, weil es zu einer Kollision mit seinem Amt als Staatsrevisor führen konnte. Die Stelle erhielt dann im November Wergeland. Zur gleichen Zeit erhielt Welhaven den Lehrstuhl für Philosophie. Wieder wuchs in Daa der Verdacht, dass hier ein Kuhhandel am Werk gewesen war, und er schrieb einen Artikel in Granskeren, dass sich Wergeland und Welhaven darin glichen, dass sie beide für ihr Fach nicht qualifiziert seien. Wergeland antwortete mit der Farce Engelsk salt, in welcher er in der Hauptperson Vinæger Daa verspottete, was nach mehreren wechselseitigen Schmähungen zum Bruch der Freundschaft führte. Es kam zum Prozess wegen Beleidigung. Daa versteckte sich erfolgreich hinter dem Redaktionsgeheimnis, aber Wergeland wurde wegen Beleidigung verurteilt. Ab 1841 war er Archivar des Stortings. 1845 führte er dort eine Archivordnung ein, die im Wesentlichen bis heute besteht.
Während der Zeit im Storting wandte er sich wieder dem Unterricht zu. 1849 war er für die Stelle als Rektor in Kristiansand vorgesehen, trat die Stelle aber nicht an. 1850 wurde er erst Hilfslehrer, 1852 Oberlehrer an der Kathedralschule in Christiania. In dieser Zeit wurde er auch freigestellt für Studienreisen in Ethnologie und Geographie und veröffentlichte Arbeiten über Migrationen von Volksgruppen, desgleichen ein großes Werk Jordbeskrivelse for den norske Almue (Erdbeschreibung für die norwegische Allgemeinheit) Bd. 1–3 (1857–1859). Seine unorthodoxe Unterrichtsmethode, die bei den Schülern gut ankam, und seine politische Einstellung brachten ihn in Konflikt mit dem Rektor, der schließlich bei der Regierung die Entlassung erreichte. Die Sache kam vor das Storting, das 1860 die Rechtswidrigkeit der Entlassung feststellte.
Nach dem Ausscheiden Rudolf Keysers aus dem Lehrstuhl für Geschichte 1862, bewarb er sich wieder erfolglos. Denn ihm wurde zunächst Oluf Rygh vorgezogen. 1863 leitete er das ethnografische Museum. 1866 wurde er dann doch Professor und lehrte hauptsächlich Ethnologie.

#### Die Zeit im Storting
Wergeland versuchte auch, die Wahl Daas ins Storting zu verhindern. Es gelang ihm nicht. Daa wurde Delegierter von Akershus Amt. 1842 war er Wortführer der Opposition im Kampf gegen das Konventikkelplakat. Später näherte er sich der Regierungsseite, trat aber für eine gemäßigte Ministerverantwortlichkeit ein und beklagte, dass der Minister für das Marinedepartement nicht die für die Verwaltung öffentlicher Mittel erforderlichen Kenntnisse besitze. Das war der zaghafte Beginn für die Politik in den 1840er Jahren, in der die gesetzgebende Gewalt die vollziehende Gewalt herausforderte. 1845 brachte er den Antrag ein, die Verfassung dahingehend zu ändern, dass die Staatsräte Zugang zu den Verhandlungen des Stortings erhielten. Er trat auch für die Änderung des § 2 der Verfassung (Judenparagraf) ein. In der nächsten Sitzungsperiode sank seine Beliebtheit, da seine Prinzipienfestigkeit der oft notwendigen politischen Taktik im Wege stand. Die nächste Wahl wurde vom Storting nicht anerkannt, da er in dem Wahlkreis, in dem er aufgestellt war, keinen Wohnsitz hatte. 1853 wurde er als Delegierter Christianias wieder in das Storting gewählt, aber da er gleichzeitig Präsident des Lagtings war, entfaltete er keine bemerkenswerte Tätigkeit im Storting.

#### Publizistische Tätigkeit
Neben diesen Aufgaben betätigte sich Daa als Publizist und Journalist. 1840–1843 gab er die Zeitung Granskeren heraus, deren Artikel er fast alle selbst verfasste. Hier griff er Personen und Verhältnisse so scharf an, dass er das Blatt auf Grund von Klagen und Prozessen einstellen musste. 1839–1847 war er fester Mitarbeiter der Zeitung Morgenbladet mit dem Ressort „Außenpolitik“. 1848–1851 hatte er das gleiche Ressort bei der Zeitung Christiania-Posten. 1851 gab er die politische Zeitung Den norske Tilskuer (Der norwegische Zuschauer) heraus. 1853–1856 war er Chefredakteur bei Morgenbladet. Er verfasste auch Geschichtswerke. Dabei verwendete er auch seine ethnologischen Forschungen. In seinem Lehrbuch Om Nationaliteternes Udvikling (Über die Entwicklung der Nationen), von dem aber nur der erste Teil 1869 herauskam, griff er als erster in Norwegen auf Charles Darwin zurück. Er lehnte die Einwanderungstheorie von Keyser und Munch, nach welcher Norwegen von Norden her und nur der südliche Teil Skandinaviens vom Kontinent besiedelt worden sei, ab. 1868 hielt er dazu einen Vortrag auf der Konferenz der skandinavischen Naturforscher, der als „Grabrede für die Einwanderungstheorie“ bezeichnet und 1869 unter dem Titel Have Germanerne indvandret til Skandinavien fra Nord ell. Syd? veröffentlicht wurde. 1872–1876 redigierte er die Zeitschrift Tids-Tavler, in der politische und literarische Themen behandelt wurden.

## Politische Einstellung
Daa vereinigte in sich Skandinavismus und Nationalismus. Für ihn war der Skandinavismus ein kulturelles Projekt, und er hielt noch daran fest, als die Zeit des Skandinavismus schon vorüber war. Er stand dabei dem Skandinavismus nahe, den Graf Wedel 1814 vertreten hatte. Seine Mitgliedschaft in der „Skandinavischen Gesellschaft“ brachte ihm Kritik seitens der unionsfeindlichen Kreise ein. Er bezog auch Finnland in seinen Skandinavismus ein, das er als „Viertes Glied Skandinaviens“ betrachtete. Bereits 1836 hatte er sich für die Ersetzung des Hebräischen durch das Altnordische an den Schulen eingesetzt. Unter dem Einfluss von Rasmus Rask wollte er auch die Sprache norwegisieren und die Schriftsprache vereinfachen. In diesem Bestreben änderte er auch seinen Namen durch Weglassen des stummen „e“ und Änderung von Christensen in Kristensen. Er förderte die literarische Verbindung zu Schweden als Gegengewicht zum dänischen Einfluss. Diesem Ziel diente eine schwedische Grammatik und ein schwedisch-norwegisches Wörterbuch. Er initiierte auch einen nordischen Rechtschreib-Kongress, der 1869 in Stockholm stattfand.

## Ehrungen
Daa war eines der ersten Mitglieder der Wissenschaftlichen Gesellschaft in Christinia (heute Det Norske Videnskaps-Akademie), Mitglied von „Det Kongelige Norske Videnskabers Selskab“ und von 1863 an Mitglied der „Vetenskaps- och Vitterhets-Samhället“ in Göteborg. 1864 war er Mitbegründer und Vorstandsmitglied von „Det skandinaviske Selskab“. 1868 wurde er Ehrendoktor der Universität Lund. 1866 wurde er Ritter des St.-Olav-Ordens.